# Вооружённые силы Исламской Республики Афганистан
Вооружённые силы Исламской Республики Афганистан (ВС ИРА, пушту د افغانستان وسله وال ځواکونه‎) — вооружённая организация (вооружённые силы) Исламской Республики Афганистан, существовавшая в 2002—2021 годах. Предназначались для защиты свободы, независимости и территориальной целостности государства.
Вооружённые силы Исламской Республики Афганистан состояли из сухопутных войск (Афганская национальная армия) и военно-воздушных сил. Не обладая выходом к морю, Афганистан не имел флота.
Вооружённые силы Исламской Республики Афганистан созданы 1 декабря 2002 при помощи военных инструкторов США и НАТО после свержения режима талибов в 2001 году. Главнокомандующим являлся президент Афганистана, штаб-квартира вооружённых сил располагалась в Кабуле.
В августе 2021 года ВС Исламской Республики Афганистан фактически прекратили существование в ходе наступления движения «Талибан». Часть военнослужащих дезертировала, часть перешла на сторону «Талибана», часть была убита в боях или пропала без вести.

## История
В начале 2002 года при помощи со стороны США и стран НАТО было начато создание новых афганских вооружённых сил.
2 декабря 2002 года президент Афганистана Хамид Карзай подписал декрет о создании Афганской национальной армии (сухопутные войска ВС ИРА), который предусматривал создание 70-тысячной армии к 2009 году.
По состоянию на начало января 2003 года численность армии составляла 5 батальонов (2 тыс. военнослужащих) и около 600 проходивших обучение новобранцев.
В сентябре 2008 года численность афганской армии составляла 70 тыс. военнослужащих.
В начале 2009 года военное командование ISAF объявило о том, что в Афганистане начинается формирование вооружённых «отрядов местной самообороны», подчинённых местным властям, которые должны оказывать помощь войскам и полиции. Ранее эту же программу американское военное командование применяло в Ираке под руководством генерала Дэвида Пэтреуса
При этом, в связи с потребностью ускоренной подготовки военнослужащих, к октябрю 2009 года курс обучения для афганских солдат был сокращён с 10 до 8 недель, для офицеров — с 25 до 20 недель.
В ноябре 2009 года численность афганской армии составляла 97,2 тыс. военнослужащих.
По официальным данным Пентагона, к началу 2010 года объём расходов на одного афганского солдата (включая расходы на вербовку, подготовку и содержание) составлял 25 тысяч долларов США в год — дешевле, чем расходы на одного солдата коалиции.
В начале августа 2010 года на службу в афганскую армию были приняты первые 29 женщин-военнослужащих. В конце сентября 2010 года они окончили 20-недельный курс подготовки и получили звание младших лейтенантов. Также было объявлено, что в дальнейшем количество женщин-военнослужащих будет увеличено. В 2019 году в армии служило 2000 женщин и дополнительно было зарезервировано для них 5000 штатных мест.
В афганской армии служит первая и единственная в её истории женщина-генерал Хатуль Мохаммадзай, которая занимает должность директора управления в министерстве обороны по делам женщин.
По состоянию на начало 2011 года численность афганской регулярной армии составляла 132 тыс. военнослужащих, ещё 12 тыс. служили в пограничной охране и 120 тыс. — в полиции.
По состоянию на начало сентября 2011 года численность афганской армии составляла 170 тыс. военнослужащих.
С 2012 года Афганистан имеет статус «основного союзника вне НАТО».
По состоянию на июнь 2012 года вооружённые силы ИРА насчитывали около 200 тысяч человек.
C июля 2013 года вооружённые силы взяли на себя полное обеспечение безопасности страны.
По состоянию на середину 2013 года, общая численность вооружённых сил Исламской Республики Афганистан составляла свыше 190 тыс. человек (в том числе, 130 тыс. военнослужащих сухопутных войск, 6 тыс. военнослужащих военно-воздушных сил и около 55 тыс. военнослужащих органов управления, сил специальных операций, тыловых и вспомогательных структур), ещё 20 тыс. служили в органах и подразделениях Главного управления национальной безопасности Афганистана и свыше 140 тыс. — в Афганской национальной полиции, пограничной полиции и местной полиции

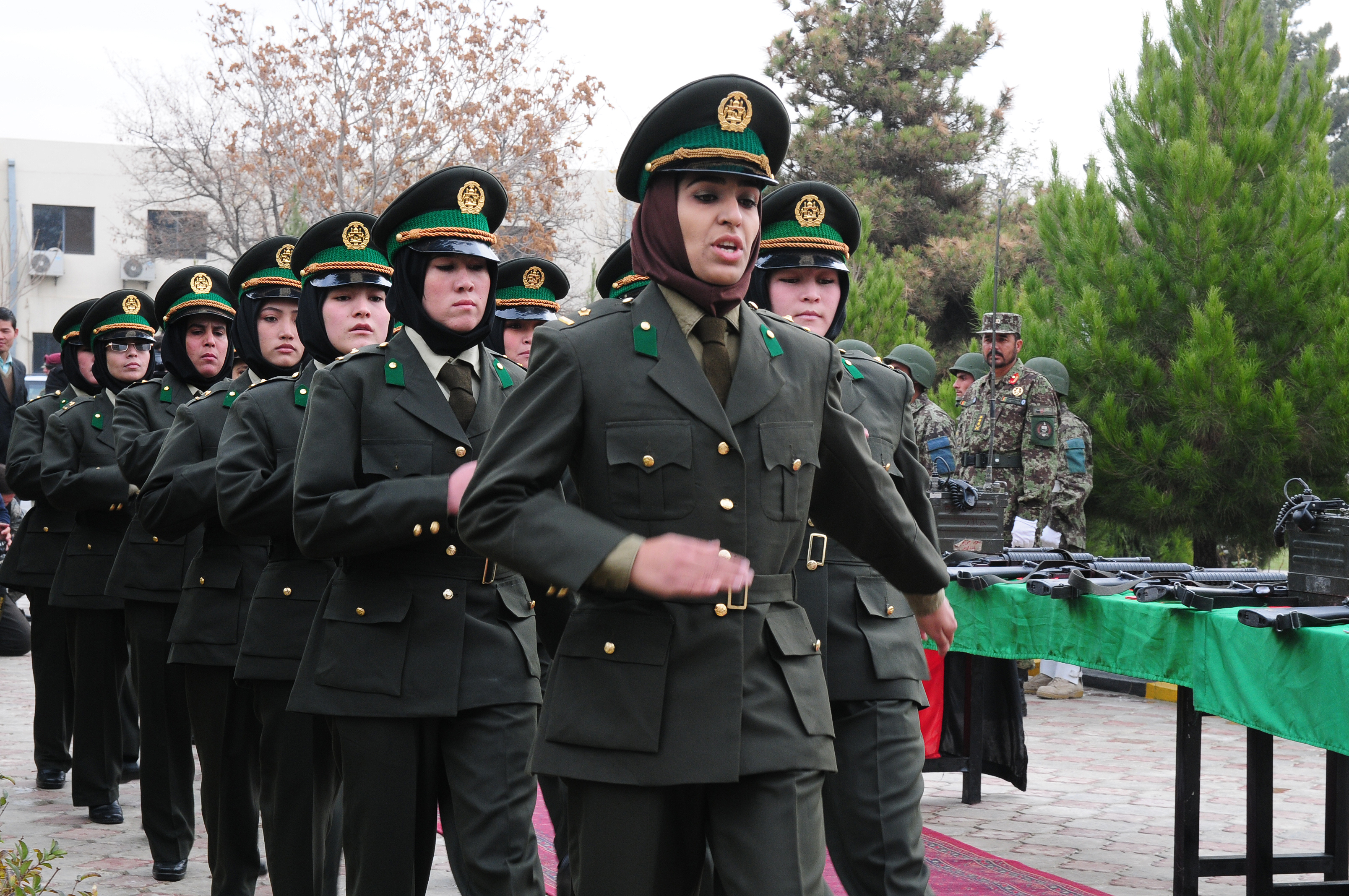
Женщины-военнослужащие афганского министерства обороны. Апрель 2014 года
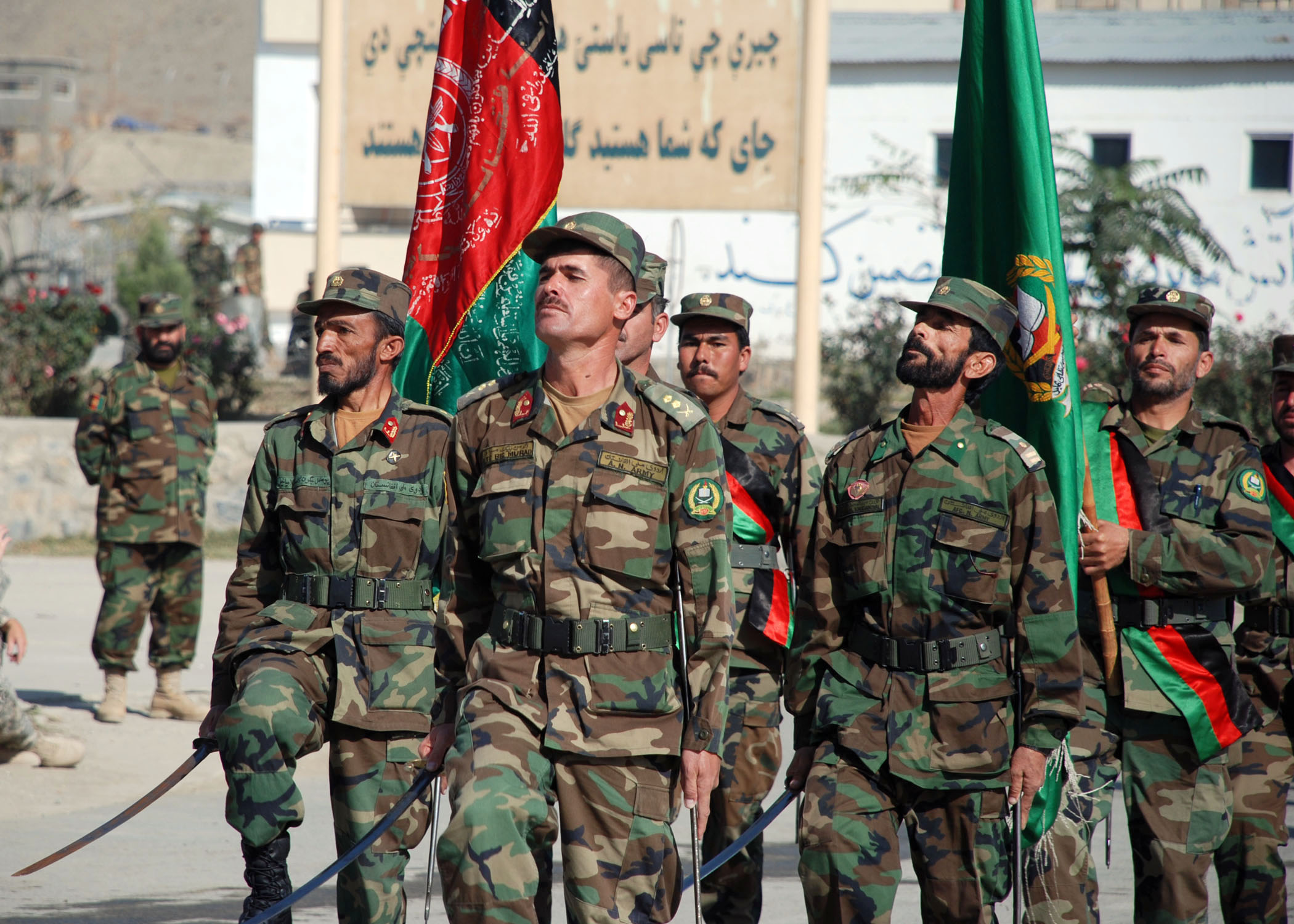
Мужчины-военнослужащие ВС ИРА
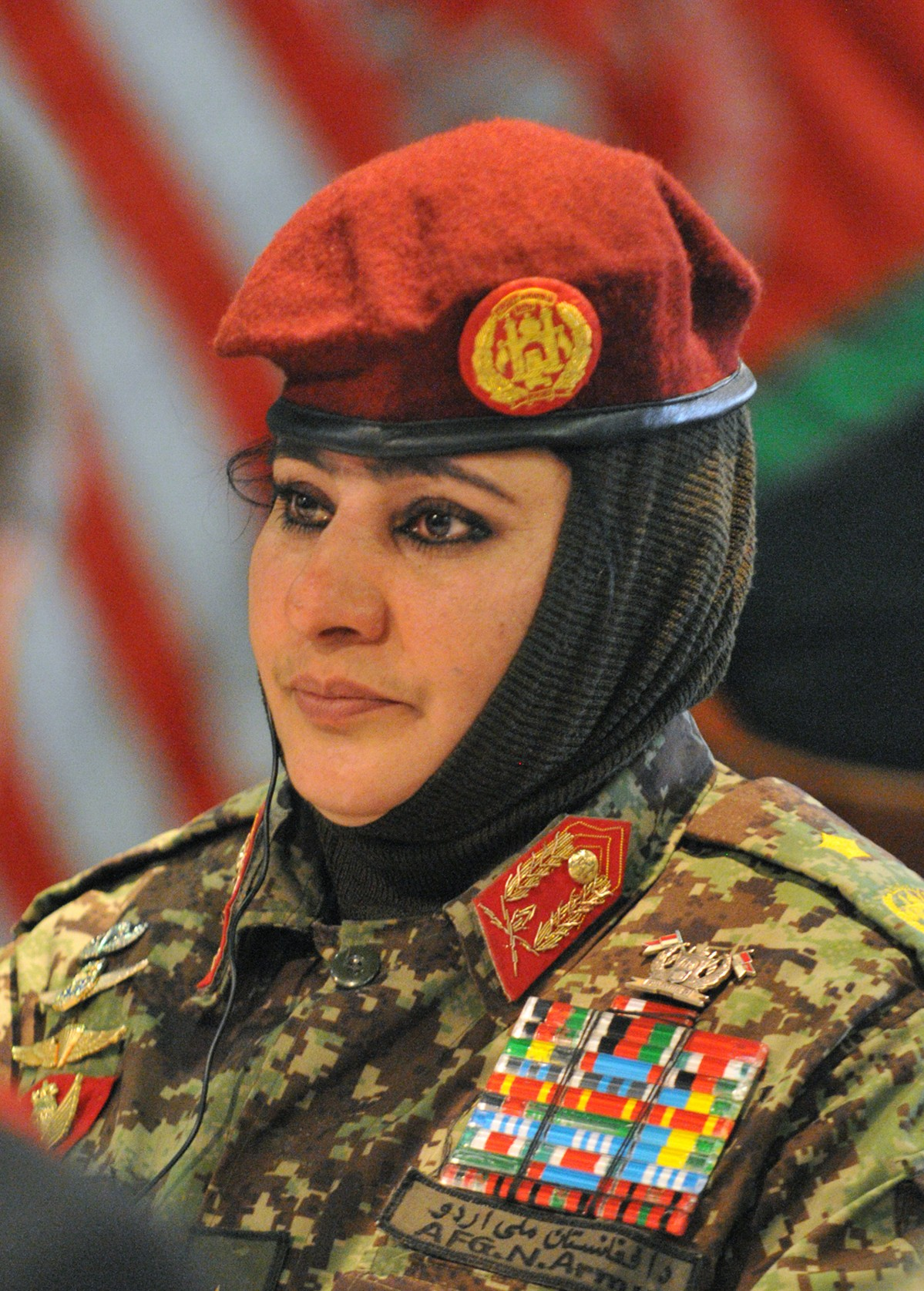
Хатуль Мохаммадзай — единственная женщина-генерал в Вооружённых силах Афганистана

## Состояние на 2021 год

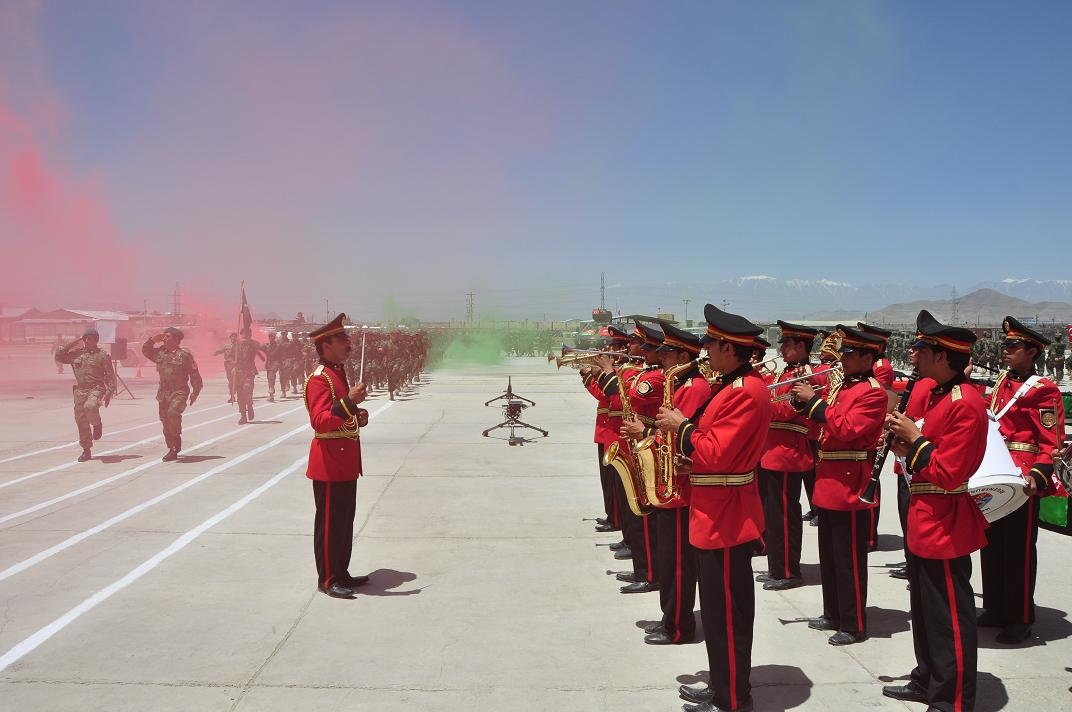
Военный оркестр афганского министерства обороны

Численность ВС ИРА на 2021 год составляла 178 800 человек: сухопутные войска — 171 500, ВВС — 7300.
Вооружённые силы Исламской Республики Афганистан состояли из Афганской национальной армии и военно-воздушных сил.

### Афганская национальная армия
Базовой структурной единицей в Афганской национальной армии считался батальон, состоявший из 600 человек.
В общей сложности более 20 бригад, которые были ориентированны на региональном уровне. Эти бригад должны были быть лёгкими пехотными, одна механизированной (на вооружении которой имелись бронетранспортёры M113 и советские танки) и одна специального назначения.

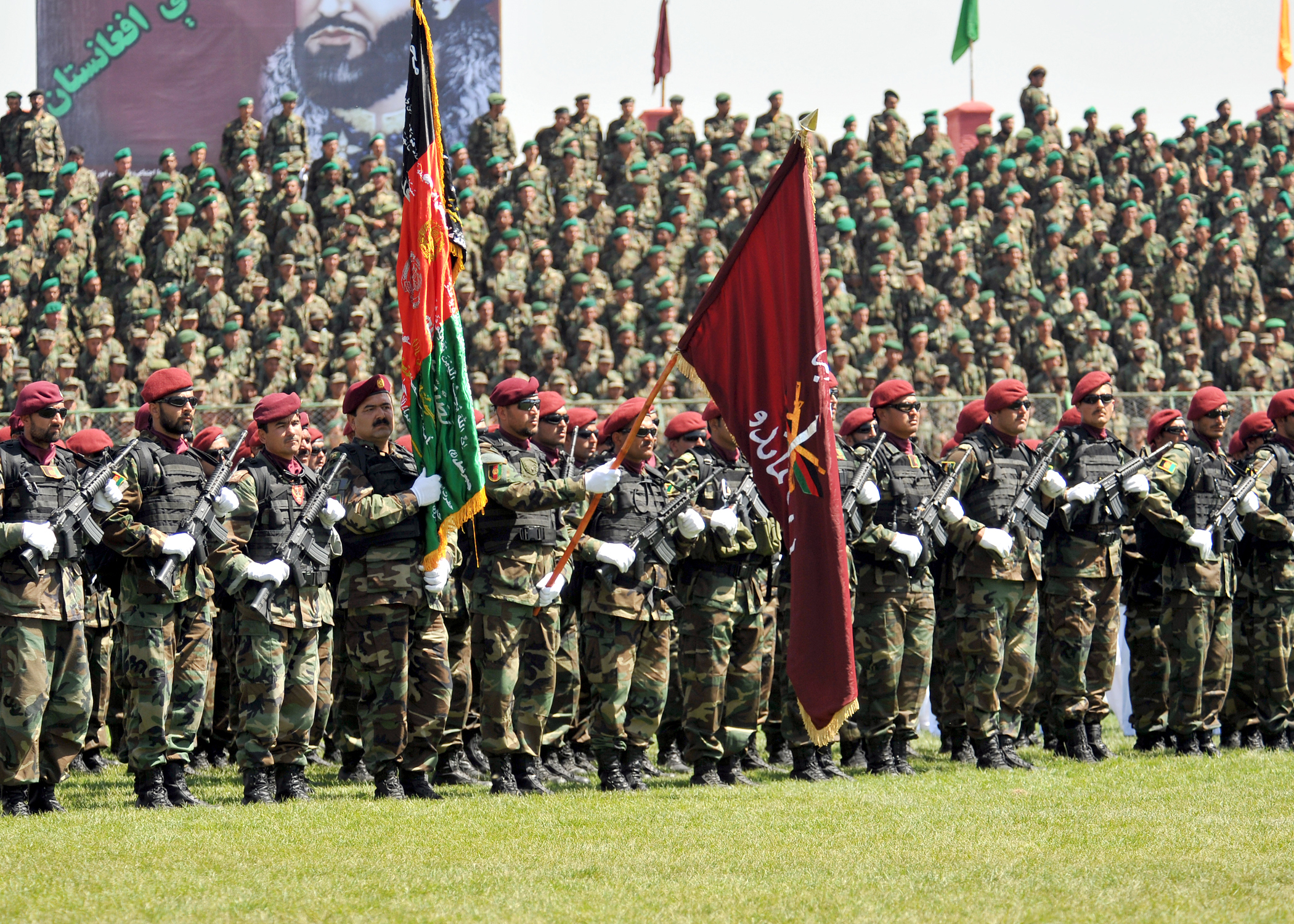
Солдаты Афганской национальной армии, в том числе батальон специального назначения

Соединения Афганской национальной армии на январь 2021 года:
- 201-й корпус (Кабул) включал 4 пехотные бригады;
- 203-й корпус (Гардез) включал 5 пехотных бригад;
- 205-й корпус (Кандагар) включал 4 пехотные бригады;
- 207-й корпус (Герат) включал 3 пехотные бригады;
- 209-й корпус (Мазари-Шариф) включал 2 пехотные бригады;
- 215-й корпус (Лашкаргах) включал 4 пехотные бригады;
- 217-й корпус (Кундуз) включал 3 пехотные бригады;
- 111-я дивизия (Кабул) включала 2 пехотные бригады.[20][3][22]

##### Формирования специального назначения
Подготовка первого подразделения афганских «коммандос» началась в начале 2007 года в Учебном центре сил специального назначения имени Кевина Морхеда (Morehead Commando Training Center) в шести милях к югу от Кабула. В июле 2007 года был подготовлен первый батальон (кандак) коммандос, личный состав которого прошёл трёхмесячные курсы подготовки по образцу рейнджеров армии США, был оснащён оружием и снаряжением американского образца. Первоначально, для афганской армии планировалось подготовить одну бригаду специального назначения (шесть батальонов), однако по состоянию на апрель 2012 года, для афганской армии были подготовлены 8 батальонов специального назначения. В дальнейшем, планировалось увеличить численность коммандос до трёх бригад специального назначения (15 батальонов).

## Вооружение и военная техника

### Стрелковое оружие

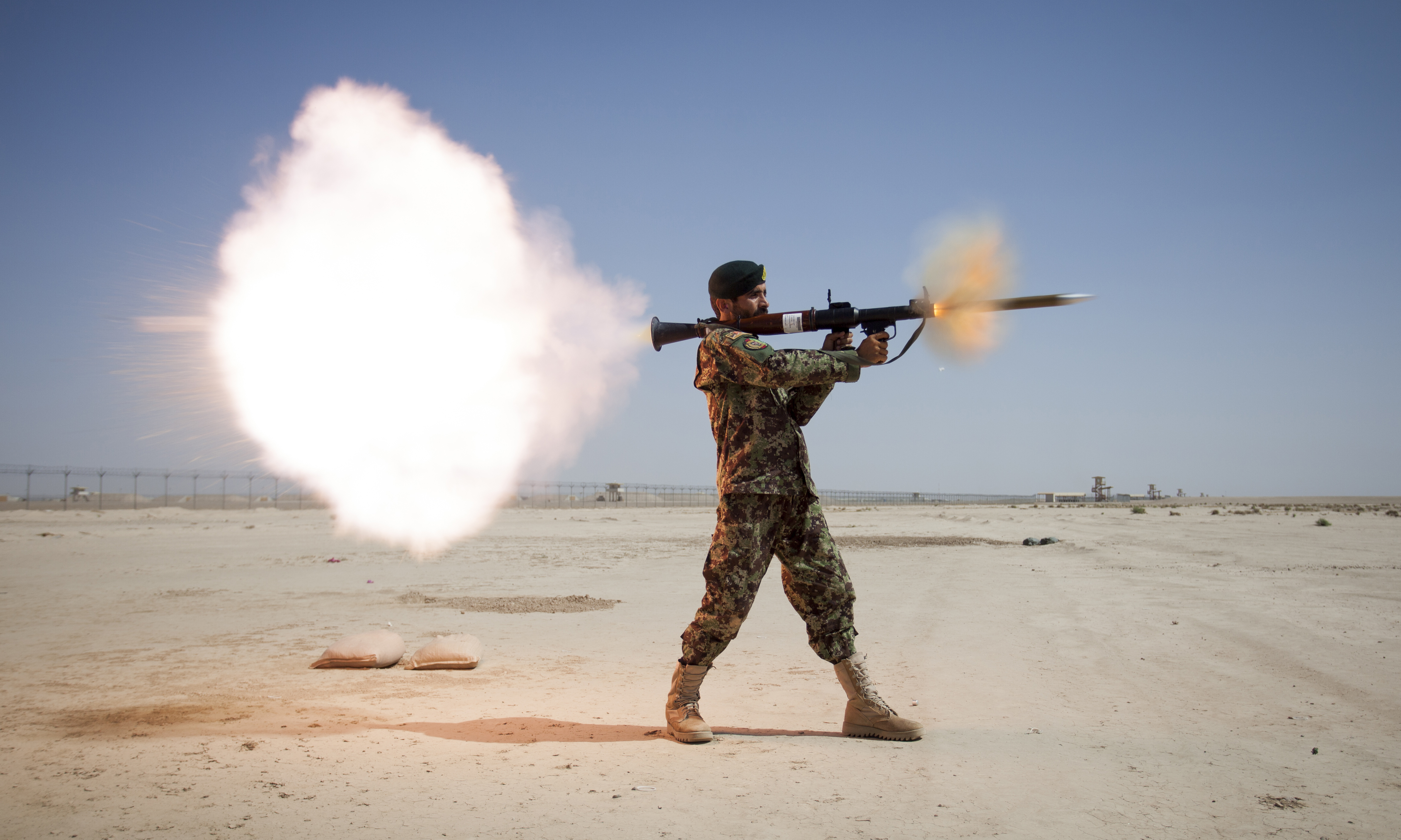
Солдат афганской армии стреляет из РПГ-7 на учениях

С начала 1970-х годов армия была оснащена советскими АКМ и АК74 в качестве основного стрелкового оружия.
Первые подразделения формируемой Афганской национальной армии и Афганской национальной полиции вооружались стрелковым оружием производства СССР и стран Восточной Европы. В дальнейшем, в связи с переходом армии на стандарты НАТО, с 2008 года началась замена армейского оружия на оружие производства США и стран НАТО.
При этом, часть автоматов Калашникова была направлена на военные склады, однако они продолжают использоваться сотрудниками афганской полиции и частных военных компаний.
Согласно отчёту Счётной палаты США, только в период до 12 февраля 2009 года в Афганистане были потеряны около 87 тысяч единиц оружия, переданного в 2004—2008 годы правительству Афганистана из США, а также 135 тысяч единиц оружия, отправленных в Афганистан странами НАТО.
В целом АНА завершила процесс перевооружения на американское оружие, которое включает пистолеты M9, штурмовые винтовки М16А2, карабины М4 (часть из них оснащена комплектом SOPMOD), снайперские винтовки М24, пулемёты М249 и М240В. Оружие советского производства используется афганской полицией. Также проводится кампания по утилизации отработавшего свой ресурс оружия.

### Бронетранспортёры и бронемашины
| Модель | Фото | Тип | Количество | Дата | Производитель | Примечания |
| ------ | ---- | --- | ---------- | ---- | ------------- | --- |
| БРДМ-2 |      | БТР |            |      | СССР          | Основная масса находится на хранении |
| БМП-1  |      | БМП | 40         |      | СССР          | Небольшое количество осталось после ухода советских войск из Афганистана |
| БМП-2  |      | БМП | 60-80      |      | СССР          | Небольшое количество осталось после ухода советских войск из Афганистана |
| M113А2 |      | БТР | 173        |      | США           | Поставлены из США в 2005 г. Также было получено 16 КШМ М577 |
| HMMWV  |      |     | 8500       |      | США           | 2526 M1152A1 с защитой В2 было заказано в августе 2010 г. В 2012 г. было также получено 950 М1114. Вооружены советскими либо американскими пулемётами. Часть машин находится у афганской полиции |

### Танки
| Модель | Фото | Тип | Количество | Дата | Производитель | Примечания                                                                                               |
| ------ | ---- | --- | ---------- | ---- | ------------- | --- |
| Т-55   |      |     | 600        |      | СССР          | На хранении.                                                                                             |
| Т-62   |      |     | около 250  |      | СССР          | Основной танк на вооружении АНА. Большинство на хранении. Включает модификации образца 1972 года и Т-62М |

### ПВО/Артиллерия
| Модель               | Фото | Тип                               | Количество | Дата | Поставщик | Примечания                                                                  |
| -------------------- | ---- | --------------------------------- | ---------- | ---- | --------- | --------------------------------------------------------------------------- |
| БМ-21 Град           |      | Реактивная система залпового огня | 50         |      | СССР      | Основная масса на хранении                                                  |
| ЗСУ-23-4             |      | Зенитная установка                |            |      | СССР      |                                                                             |
| ЗУ-23                |      | Зенитная установка                |            |      | СССР      | Часто устанавливается в кузовах грузовых автомобилей.                       |
| 122-мм гаубица Д-30А |      | Гаубица                           | 152        |      | СССР      | Основное артиллерийское орудие АНА. Планируется иметь на вооружении 204 ед. |

## Иностранная военная помощь
По состоянию на август 2012 года, спустя одиннадцать лет после начала западной операции в стране, афганские силы безопасности по-прежнему оставались очень сильно зависимыми от помощи со стороны иностранных государств.
Прежде всего, афганские силы безопасности находятся в зависимости от иностранной экономической помощи, поскольку правительство Афганистана не в состоянии их содержать. Только на содержание правоохранительных органов требуется примерно 8 млрд долларов в год, что в несколько раз превышает годовой доход страны. Что касается боеспособности афганской армии, то пока нельзя сказать, что армия в состоянии самостоятельно обеспечить безопасность в стране.
В 2012 году США и Афганистан подписали соглашение о стратегическом партнёрстве, в котором Афганистан назван «основным союзником США вне НАТО»
Кроме того, армия Афганистана получает от стран НАТО и их союзников значительное количество вооружения и военной техники по программам военной помощи.
- так, в апреле 2005 года США передали афганской армии первые 10 бронетранспортёров M113A2[28]; всего в течение 2005 года было получено 173 M113A2 и 16 штабных M577[29]
- в феврале 2007 года США передали афганской армии 213 автомашин «хаммер» и свыше 12 тыс. единиц стрелкового оружия[30]
- в 2007—2008 годы Канада передала афганской армии 2500 модернизированных штурмовых винтовок Diemaco C7 общей стоимостью 2,9 млн долларов, а также 7 млн патронов. Автоматы использовались до середины 2011 года, когда было принято решение о их замене на полученные из США автоматы М-16[31]
- в 2008 году ВВС США заключили контракт с итальянской компанией «Alenia Aeronautica» на поставку для армейской авиации Афганистана 18 военно-транспортных самолётов C-27A (G.222), до 2005 года находившихся на вооружении ВВС Италии, а также запасные части и вспомогательное наземное оборудование. Все самолёты должны были пройти предпродажную подготовку, а два из них — переоборудованы в VIP-конфигурацию для перевозки высокопоставленных лиц. Общая стоимость заказа составила 287 млн долларов[32]. В сентябре 2010 года был заключён дополнительный контракт на поставку ещё двух самолётов G.222 общей стоимостью 30 млн долларов. Поставка самолётов в ВВС Афганистана была начата в сентябре 2009 года, первый полёт был выполнен 24 марта 2010 года, а к концу мая 2012 года было фактически поставлено 15 самолётов, два из которых были оборудованы модулями для VIP-перевозок. Однако сначала эксплуатации самолётов в ВВС Афганистана возникли проблемы, и 30 марта 2012 года ВВС США заключили новый двухлетний контракт на 107,7 млн долларов с целью восстановления афганских С-27А и их сервисное обслуживание[33][34].
- в апреле 2008 года США заключили контракт с компанией «Airtronic USA» на поставку в Афганистан по программе военной помощи 335 шт. гранатомётов M203, а в сентябре 2008 года — ещё один контракт о поставке в Афганистан по программе военной помощи 2887 шт. автоматических карабинов Colt M4[35];
- 7 мая 2008 года командование авиационных систем ВМС США (NAVAIR) сообщило о приобретении на Украине четырёх Ан-32 для ВВС Афганистана, первые два самолёта были получены в мае 2008 года[36], ещё два — в сентябре 2008 года[37]
- в 2009 году США закупили в Хорватии 19 тыс. автоматов Калашникова югославского производства для вооружения афганской армии[38]
- в 2011 году командование сухопутных войск США заключило контракты на поставку в течение 2012 года трёх партий бронемашин MSFV (Mobile Strike Force Vehicle) для афганской армии — всего 514 бронемашин. В марте 2013 года командование сухопутных войск США заключило контракт стоимостью 113,43 млн долларов на поставку для афганской армии ещё 135 бронемашин MSFV, которые должны быть поставлены до февраля 2014 года[39][40]. На октябрь 2017 года в афганской армии 255 МSVF[41]
- в сентябре 2011 года США передали военно-воздушным силам Афганистана три учебно-тренировочных самолёта Cessna 182T[42]
- в феврале 2013 года США заказали у компании «Watervliet Arsenal» 900 шт. 60-мм миномётов (общей стоимостью 5,9 млн долларов США), которые должны быть поставлены афганской армии по программе военной помощи[43]

Часть вооружения поставляется через частные компании:
- так, в течение 2007 года основным поставщиком боеприпасов для афганской армии и полиции стала частная фирма «AEY Inc.» из США, с которой был заключён контракт стоимостью 300 млн долларов. В рамках контракта, в Афганистан поставляли боеприпасы со складов в Албании, Болгарии, Венгрии, Румынии, Чехии, Словакии и Черногории[44].